# امارت جبل لبنان
امارت جبل لبنان امارت خودمختاری در منطقهٔ جبل لبنان در زمان امپراتوری عثمانی بود. این امارات تا سال ۱۸۶۱ میلادی دوام داشت و در آن سال مبدل به متصرفیه جبل لبنان شد که خود نهایتاً در ۱۹۴۶ میلادی به جمهوری لبنان مبدل شد.
این امارت توسط مورخین با نام‌های مختلفی نامیده شده‌است،از جمله «امارت شوف»، «امارت جبل دروز»، و «امارت معنیون».
در دورانی که معنیون در آن صاحب قدرت بودند پایتخت این امارت شهر دیر القمر بود. پس از این که شهابیون قدرت را از معنیون گرفتند، در زمان بشیر دوم پایتخت به بیت‌الدین منتقل شد. این شهر در حال حاضر نیز پایتخت شهرستان شوف در لبنان امروزی است.

## دوران حاکمیت معنیون
مَعنیون یا خاندان مَعن، در سدهٔ شانزدهم میلادی به قدرت رسیدند. اولین امیر معنیون در منطقهٔ جبل لبنان، فخرالدین نام داشت (فخرالدین اول)؛ او به نیابت از دولت مرکزی عثمانی به امارت این منطقه گماشته شده بود و وظیفهٔ «مُلتَزِم» (خراجگیر) را نیز برای دولت عثمانی ایفا می‌کرد. در دوران او و فخرالدین دوم، گسترهٔ امارت جبل لبنان بسیار افزایش یافت.

### فخرالدین اول
او از سال ۱۵۱۶ تا ۱۵۴۴ میلادی صاحب قدرت بود. امارت جبل لبنان به عنوان پاداش او بابت جنگیدن در کنار سلیم یکم در نبرد مرج دابق به وی اعطا شد. تا پایان حکومت او، امارت جبل لبنان از یک سو تا یافا و از سوی دیگر تا طرابلس گسترش یافت.

### قرقماز
قُرقَماز یا قرقماش، پس فخرالدین اول بود و پس از او به حکومت رسید. حکومت وی از ۱۵۴۴ تا ۱۵۸۵ میلادی دوام داشت. در اواخر دوران حکومت او یک کاروان حامل خراج‌های دولت عثمانی مورد چپاول قرار گرفت؛ دولت عثمانی که تصور می‌کرد حاکم محلی در این کار همدست بوده به منطقهٔ جبل لبنان یورش برد و قرقماز هم خود را در صخره‌ای در جزین محبوس کرد تا دست عثمانی به وی نرسد و نهایتاً در همانجا درگذشت.

### فخرالدین دوم
پس از درگذشت قرقماز، وقفه‌ای شش‌ساله در امارت رخ داد و نهایتاً فخرالدین دوم که پسر قرقماز بود در سال ۱۵۹۱ میلادی امارت را به دست گرفت. وی تا ۱۶۳۵ میلادی صاحب قدرت بود و تحولات زیادی در این امارت ایجاد کرد.
در سال ۱۵۸۷ که شاه عباس صفوی در ایران به قدرت رسید، آتش جنگ‌های ایران و عثمانی یک بار دیگر در حال شعله‌ور شدن بود. در این زمان حکومت صفویه می‌توانست از منطقهٔ شیعه‌نشین سوریه (که در آن زمان شامل جبل لبنان می‌شد) به عنوان اهرمی برای فشار به عثمانیان استفاده کند. برای جلوگیری از چنین فشاری، عثمانیان تصمیم به کنترل معنیون گرفتند و نهایتاً در سال ۱۵۸۶ کنترل امارت را به فخرالدین دوم دادند. فخرالدین دوم ابتدا تنها والی سنجاق صیدون بود اما بعداً سنجاق بیروت نیز به مناطق تحت ولایت او افزوده شد. در سال ۱۵۸۹ که جنگ تازه بین ایران و عثمانی شروع شد، ولایت سنجاق صفد نیز به او سپرده شد، و به این شکل او والی تمام مناطقی بود که شیعیانِ جبل عامل که حامی صفویان بودند در آن می‌زیستند.
در سال ۱۶۰۷ فخرالدین دوم به دمشق یورش برد و در سال‌های بعد توانست که امیر منصور بن فُرَیخ را شکست بدهد. این پیشرفت‌های فخرالدین دوم حساسیت دولت عثمانی را برانگیخت. فخرالدین دوم سپس با فردیناند اول، دوکی از خاندان مدیچی هم‌پیمان شد تا از حمایت او در راستای استقلال لبنان استفاده کند. دولت عثمانی هم به حافظ احمد پاشا که والی دمشق بود دستور حمله به فخرالدین دوم را داد. فخرالدین در این زمان حکومت را موقتاً به برادرش یونس و پسرش علی سپرد و به اروپا پناهنده شد. اما پنج سال بعد که والی دمشق تغییر کرد، او نیز به جبل لبنان بازگشت. از آن زمان تا حدود پانزده سال او بدون چالش خاصی در این منطقه امارت را در اختیار داشت؛ در این زمان عثمانی‌ها به شدت درگیر جنگ با صفویان بودند و به وضعیت او توجه زیادی نشان نمی‌دادند.
در سال ۱۶۲۳ مصطفی پاشا، والی جدید دمشق، با فخرالدین دوم وارد جنگ شد و در جنگ عنجر از او شکست سنگینی خورد. سلطان عثمانی در واکنش به این پیروزی چشمگیر، به فخرالدین دوم لقب «سلطان البَرّ» (به معنی سلطان کوهستان) را داد. در سال‌های اخیر حکومتش، فخرالدین دوم بر تمامی مناطقی که لبنان امروزی را تشکیل می‌دهد حکومت می‌کرد. در نهایت در سال ۱۶۳۵ والی جدید دمشق با نام کوچوک احمد پاشا با لشکری به فخرالدین دوم حمله برد و او و پسرانش را دستگیر کرد و به استانبول برد. فخرالدین دوم به همراه یونس و علی در این سال به دار آویخته شدند.

### امرای بعدی معنیون
حکومت معنیون پس از فخرالدین دوم نیز تا مدتی ادامه داشت اما قدرت آنان به شدت کم بود. آخرین امیر معنیون احمد نام داشت که از ۱۶۵۸ تا ۱۶۹۷ صاحب قدرت بود و با درگذشت او قدرت به خاندان شهابیون واگذار شد.

## دوران حکومت شهابیون

پرچم امیران شهابی

زمانی که آخرین بازماندهٔ معنیون در سال ۱۶۹۷ درگذشت، رعایا حیدر شهاب را به عنوان امیر جدید برگزیدند. امارت شهابیون در این منطقه امری نامعمول بود چرا که آنان سنی بودند در حالی بیشتر سکنهٔ این مناطق دروزی بودند (که از شیعیان اسماعیلی منشعب می‌شدند). حکومت شهابیان تا ۱۸۴۱ ادامه داشت.

### حیدر شهابی
حیدر سنی بود اما مادرش دروزی و از خاندان معن بود. او نزدیک به یک دهه برای جلب حمایت دروزی‌ها و شیعیان جنوب و مرکز لبنان تلاش کرد. مخالفانش در سال ۱۷۱۱ از دولت عثمانی تقاضای لشکرکشی کردند اما پیش از آن که لشکر عثمانی به لبنان برسد حیدر مخالفانش را سرکوب کرد و دیر القمر را نیز فتح کرد. حیدر از طریق ازدواج با خانواده‌های مختلف دروزی، اتحادی بین اقوام مختلف ایجاد کرد که تا اواخر سدهٔ ۱۸ میلادی تداوم داشت.

### ملحم شهابی
مُلحِم در سال ۱۷۴۳ به قدرت رسید. او موفق شد در چند نوبت از خراج‌گزاری برای دولت عثمانی سر باز بزند که نهایتاً منجر به ان شد که والی دمشق در سال ۱۷۴۸ علیه او لشکرکشی کند. تلاش‌های بعدی ملحم برای گسترش قلمرو خود به منطقهٔ شوف نیز شکست خورد. نهایتاً در سال ۱۷۵۳ او از امارت خلع شد. از آن سال تا سال ۱۷۶۳ امارت چند بار بین منصور و احمد شهابی دست به دست شد و پس از آن نیز مدتی در دست قاسم شهابی (برادرزادهٔ ملحم) بود. در دههٔ ۱۷۶۰ یوسف شهابی در ناحیهٔ شوف بار دیگر قدرت را به دست گرفت و نهایتاً به امیری رسید.

### یوسف شهابی
یوسف در سال ۱۷۷۰ به درجهٔ امیری رسید. او هم از اسلام و هم از مسیحیت پیروی می‌کرد اما مشخص نیست که آیا کاملاً به مسیحیت تغییر دین داده بود یا نه. در زمان امارت او جبل لبنان دوران نسبتاً آرامی را تجربه کرد. در سال ۱۷۸۹ یک کودتای نافرجام علیه احمد پاشا جزار رخ داد و احمد پاشا که بر این عقیده بود که یوسف شهابی پشت این کودتا بوده، به جبل لبنان لشکرکشی کرد و سپاهیان شهابی را در درهٔ بِقاع شکست داد. یوسف از سلطنت کناره‌گیری کرد و زیردستانش بشیر دوم را به امارت برگزیدند.

### بشیر دوم
بشیر (که به خاطر این که همنام پدر حیدر شهابی بود، معمولاً به او «بشیر دوم» می‌گویند) از ۱۷۸۸ تا ۱۸۴۱ میلادی امیر جبل لبنان بود، یعنی طولانی‌ترین مدت امارت را در این منطقه داشت. او در زمان خودش خودکامه دانسته می‌شد. در زمان امارت او دو قحطی در لبنان رخ داد؛ همچنین او بسیاری از نتایج فعالیت‌های فخرالدین دوم را از میان برد، از جمله پایداری نسبی و همزیستی مسالمت‌آمیز اقوام مختلف در لبنان را مختلف کرد. بر عکس زمان فخرالدین دوم که صیدون تحت سلطهٔ امیر جبل لبنان بود، در زمان بشیر دوم این جبل لبنان بود که جزو قلمرو والی صیدون به شمار می‌رفت.
در سال ۱۸۳۱ ابراهیم محمد علی پاشا سپاهیانش را به سمت سوریه راند و بشیر دوم نیز به سوی مصریان دست بیعت دراز کرد و تحت حمایت آن‌ها کنترل بیشتر لبنان را در دست داشت. او مالیات را بالا برد تا هزینه‌های اضافی ارتش را تأمین کند که این امر منجر به نارضایتی‌های گسترده‌ای بین دروزی‌ها و مسیحیان مارونی شد. در سال ۱۸۴۰ که ارتش مصر از مناطق لبنان عقب‌نشینی کرد بیشر دوم هم خود را تسلیم ارتش انگلیس کرد که در آن زمان در ساحل بیروت لنگر انداخته بود.

### بیشر سوم
پس از فرار بیشر دوم از قدرت، دولت عثمانی قدرت منطقهٔ جبل لبنان را به یکی از بستگان او با نام بشیر سوم بخشید. او خانواده‌های دروزی را به دیر القمر فراخواند تا سیاست‌های مالیاتی جدیدش را به آن‌ها ابلاغ کند اما دروزی‌ها مسلح بر سر قرار حاضر شدند و در اکتبر ۱۸۴۱ قلعهٔ بشیر سوم را فتح کردند.